# 靈科格爾山
47°17′51″N 15°57′5″E / 47.29750°N 15.95139°E

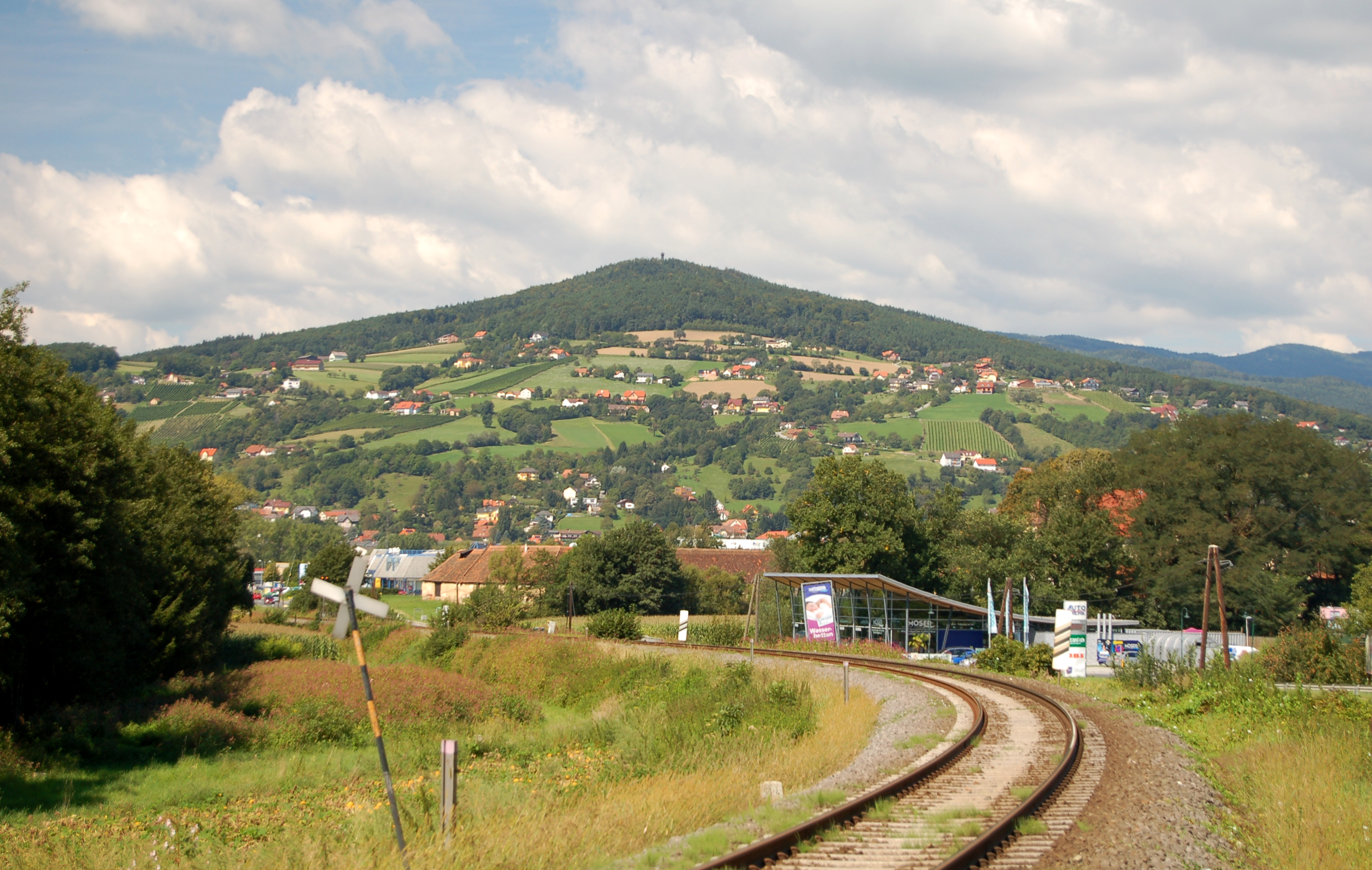

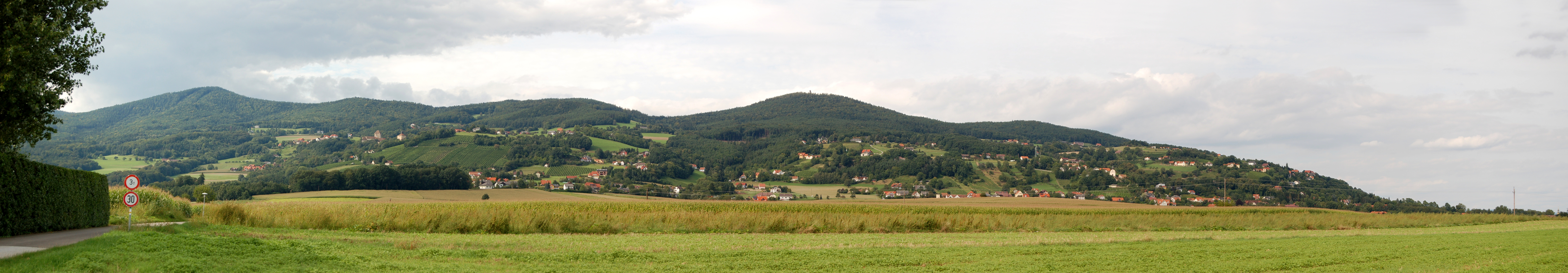

靈科格爾山（德語：Ringkogel），是奧地利的山峰，位於該國東南部，由施泰爾馬克州負責管轄，屬於穆爾以東前阿爾卑斯山脈的一部分，海拔高度789米，每年平均降雨量1,139毫米。